# Eerde (Adelsgeschlecht)

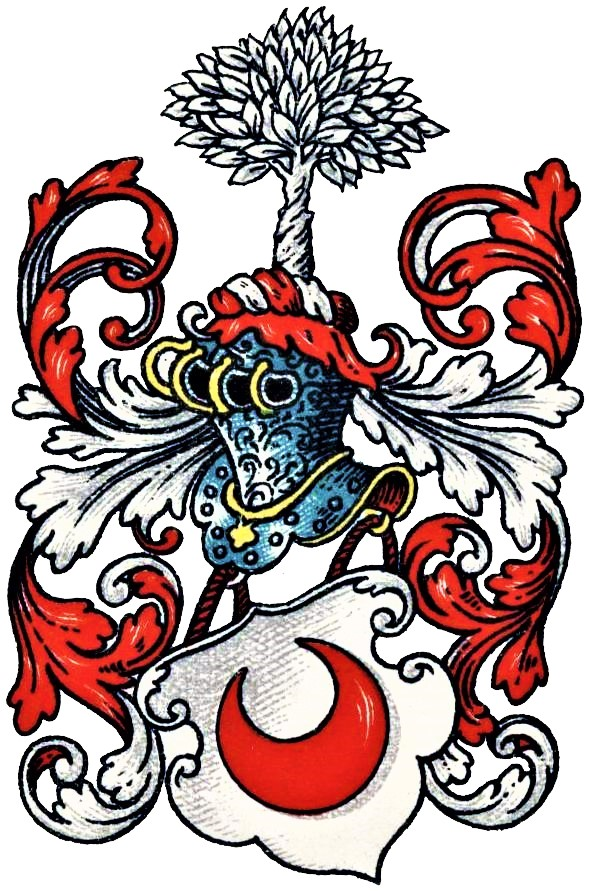
Wappen derer von Eerde im Wappenbuch des Westfälischen Adels

Eerde (auch: Erde o. ä.) ist der Name eines niederländisch-rheinländischen Adelsgeschlechts.

## Geschichte
Der namensgebende Stammsitz des Geschlechts war Schloss Eerde in Eerde, einem Dorf in der Gemeinde Veghel in den Niederlanden. In der niederländischen Provinz Drenthe besaß die Familie u. a. Buirse, Eerde und Pleckenpoel, im Rheinland das Gut Erprath (urkundl. 1782) im Süden von Tönisberg (Kempen), Haus Eyll (Kamp-Lintfort) (1730–1776), den Haumannshof zu Neukirchen (1782) und das Gut Häfmanns bei Rayen (1782), beide Kreis Rheinberg, sowie Vrasselt (Kreis Rees) (1439).

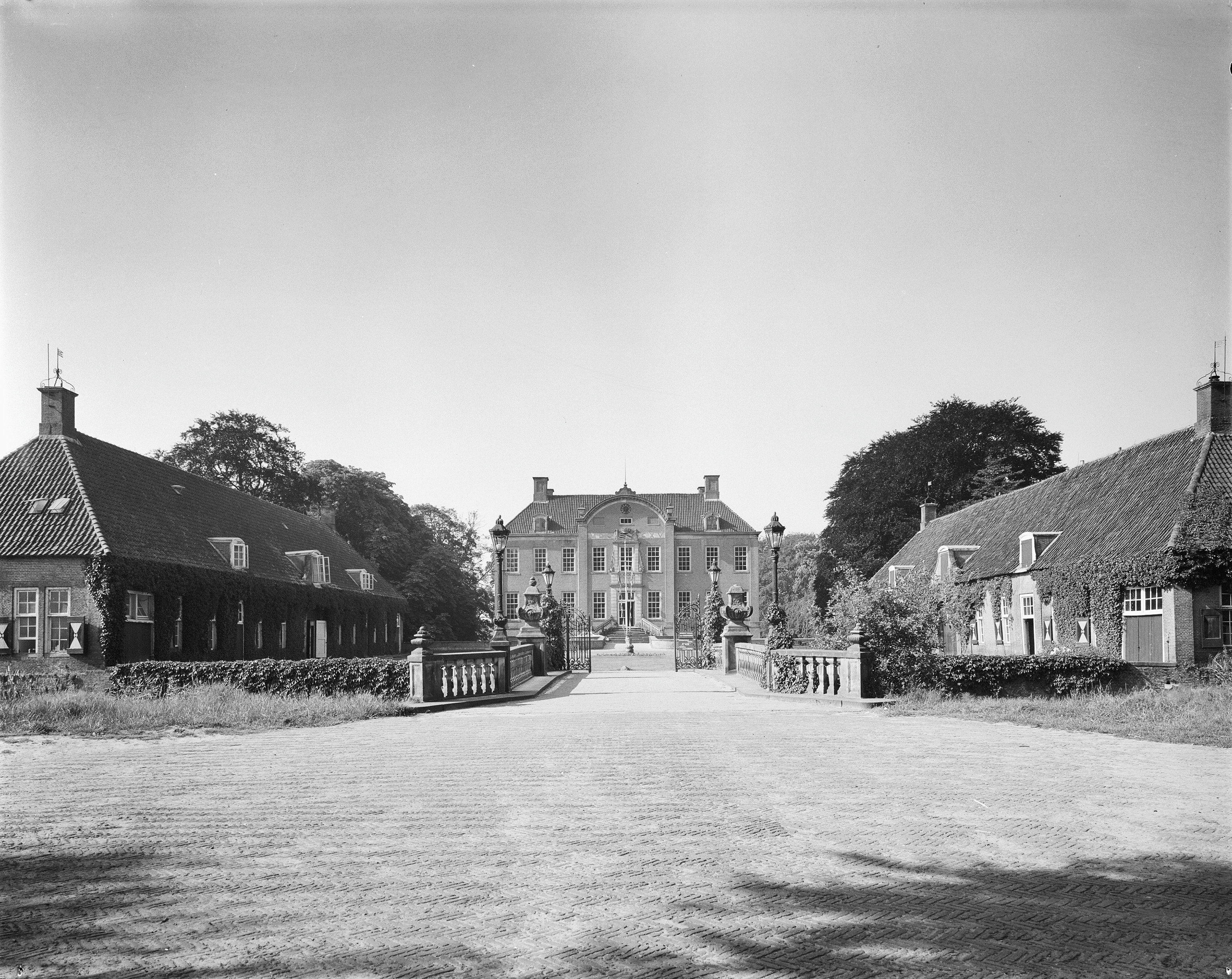
Schloss Eerde mit Nebengebäuden (1971)
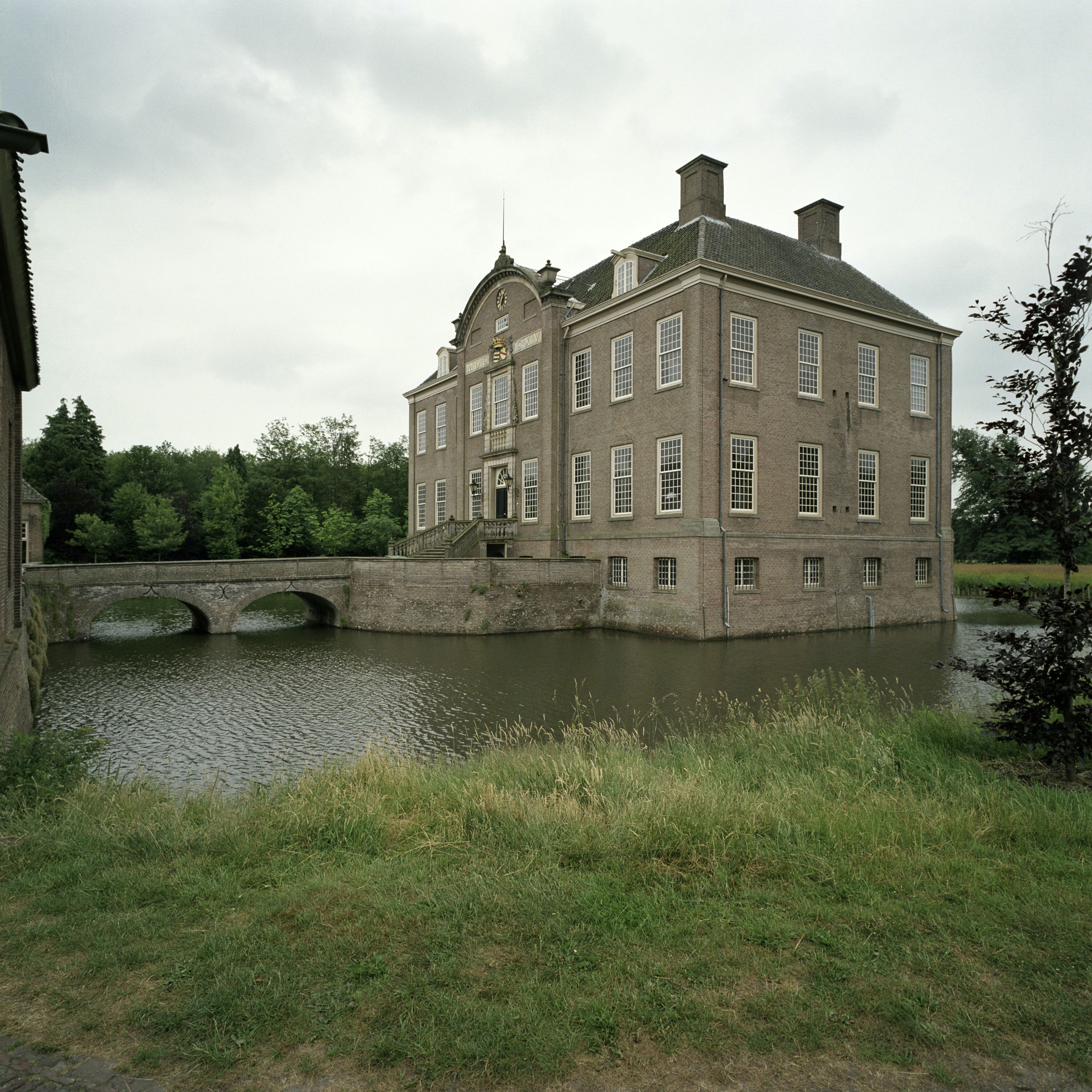
Schloss Eerde (2006)

Die Familie blühte noch Anfang des 20. Jahrhunderts. Der Nachlass des Zweigs Eerde zu Eyll gelangte in den Besitz des Heimatforscher Richard Verhuven und wurde von seiner Witwe mit seiner übrigen Sammlung an den Kreis Kempen-Krefeld (ab 1975: Kreis Viersen) verkauft. Der Bestand befindet sich daher heute im Kreisarchiv Viersen.

## Persönlichkeiten
- Friedrich von Eerde (1781–1848), preußischer Landrat, Vater des Georg
- Georg von Eerde (1825–1890), preußischer Landrat, Sohn des Friedrich

## Wappen
Blasonierung: In Silber ein roter Halbmond, die Spitzen nach oben. Auf dem rot-silbern bewulsteten Helm ein silberner Baum. Die Helmdecken sind rot-silbern.